# City Lights (chanson de Blanche)
Pour les articles homonymes, voir City Lights.
Chansons représentant la Belgique au Concours Eurovision de la chanson
What's the Pressure
(2016) A Matter of Time
(2018)
City Lights est une chanson indie pop de la chanteuse belge Blanche (de son vrai nom Ellie Delvaux).
Choisie pour représenter la Belgique au Concours Eurovision de la chanson 2017, le titre a été dévoilé le 8 mars 2017.

## Description
Le texte de la chanson a été rédigé par Ellie Delvaux et Pierre Dumoulin, chanteur et leader du groupe de rock liégeois Roscoe. La musique a été composée par Pierre Dumoulin avec la collaboration d'Emmanuel Delcourt, claviériste de Roscoe. Dans la première démo, seuls les mots City Lights étaient véritablement prononcés, les autres étant juste un langage imaginaire. City Lights est alors soumis par le label indépendant PIAS (Play It Again Sam) au comité de la RTBF chargé de la sélection belge pour l'Eurovision.
Le clip, dévoilé sur YouTube en même temps que la chanson le 8 mars 2017, a été tourné en majorité à l'aide d'un drone, dans le collège du Christ-Roi à Ottignies en Belgique.

## Concours Eurovision de la chanson 2017
Dès sa présentation, la chanson est désignée comme une des favorites du concours et sa cote de popularité explose. Les bookmakers classent ainsi Blanche à la 2e place, puis à la 7e place juste avant la première répétition officielle. Cependant dès cette première répétition qui pourtant se déroule à huis clos, la côte de la Belgique chute à la 13e place,. 
Malgré tout, Blanche réussit à se classer à la 4e place lors la 1re demi-finale. Elle accède ainsi à la finale qui se déroule le 13 mai 2017, et remporte finalement la 4e place du Concours Eurovision de la chanson 2017, avec 363 points à l'issue du vote,.

## Controverse
Comme souvent à l'Eurovision, la chanson a été accusée de plagier un autre titre, Éclat de la chanteuse québécoise Alexe Gaudreault, sorti en 2016. 
Ces accusations, réfutées autant par les auteurs que par la RTBF, n'ont pas donné de suite, Alexe Gaudreault n'ayant pas porté plainte pour plagiat,.

## Classements et certifications
| Classement (2017)                       | Meilleure position |
| --------------------------------------- | ------------------ |
| Allemagne (GfK Entertainment)           | 38                 |
| Autriche (Ö3 Austria Top 40)            | 14                 |
| Belgique (Flandre Ultratop 50 Airplay)  | 1                  |
| Belgique (Flandre Ultratop 50 Singles)  | 1                  |
| Belgique (Wallonie Ultratop 50 Airplay) | 1                  |
| Belgique (Wallonie Ultratop 50 Singles) | 2                  |
| Espagne (PROMUSICAE)                    | 21                 |
| France (SNEP)                           | 35                 |
| France (SNEP Téléchargement)            | 35                 |
| Suède (Sverigetopplistan)               | 18                 |
| Suisse (Schweizer Hitparade)            | 24                 |

| Classement (2005)                       | Position |
| --------------------------------------- | -------- |
| Belgique (Flandre Ultratop 50 Singles)  | 6        |
| Belgique (Wallonie Ultratop 50 Singles) | 20       |

| Pays           | Année | Certification | Ventes |
| -------------- | ----- | ------------- | ------ |
| Belgique (BEA) | 2017  | Or            | 10 000 |
| Belgique (BEA) | 2017  | Platine       | 20 000 |